# تل القطائف
تل القطائف (التركية: Tel kadayıf) هي حلوى تركية تُقدم عادة في شهر رمضان. تُستخدم شعيرة القطائف الباكستانية [خطأ: تحقق من وسيط ورمز اللغة] في صنع تل القطائف. تُخبز في الفرن بعد وضع المكسرات مثل الفول السوداني أو الجوز بين طبقات المعكرونة. وتُقدم مع سكب شراب السكر عليه.

## أصناف في المطبخ العثماني
في أول كتاب طبخ عثماني مطبوع، ملجأ الطباخين، توجد وصفة باسم آدي تل قطائف.

## طالع أيضًا
- قائمة الأطباق الشرق أوسطية
- كنافة